# ألبانيا في الألعاب الأولمبية الصيفية 2020
نافست ألبانيا في الألعاب الأولمبية الصيفية 2020 التي أقيمت في طوكيو، اليابان. وهي المشاركة الثامنة لألبانيا في الألعاب الأولمبية منذ الألعاب الأولمبية الصيفية 1972. اختير للمشاركة تسعة رياضيين، ستة رجال وثلاث سيدات، نافسوا في ست رياضات.

## اللاعبون
يوضح الجدول التالي عدد اللاعبين الألبان المشاركين في الألعاب الأولمبية. تكون فريق ألبانيا من ستة متنافسين وثلاث متنافسات، منهم لاعبي القوى إزمير سمايلاي ولويزا غيغا ولاعب الجمباز ماتفي بتروف ولاعب الجودو إندريت كولهاي والرامية مانويلا ديليلاي والسباحين كليدي كاديو ونيكول ميريزاي والرباعين بريكين كاليا وإركاند كيريماي.
| الرياضة     | الرجال | السيدات | المجموع |
| ----------- | ------ | ------- | ------- |
| ألعاب القوى | 1      | 1       | 2       |
| الجمباز     | 1      | 0       | 1       |
| الجودو      | 1      | 0       | 1       |
| الرماية     | 0      | 1       | 1       |
| السباحة     | 1      | 1       | 2       |
| رفع الأثقال | 2      | 0       | 2       |
| المجموع     | 6      | 3       | 9       |

## ألعاب القوى
حققت لاعبة ألبانية معايير المشاركة من خلال الترتيب العالمي (لاعبة واحدة) وحقق لاعب المعايير من خلال الترتيب العالمي (رجل واحد)، وشاركوا في سباقات المضمار والميدات التالية:
- ملاحظة– المراكز المعطاة لمنافسات المضمار هي ضمن الجولة التمهيدية للاعب فقط
- م = متأهل للجولة التالية
- مـ = تأهل للمشاركة في الجولة التالية بوصفه أسرع خاسر أو, في منافسات الميدان، حسب المركز دون تحقيق هدف التأهل
- رو = رقم وطني
- غ\م = لا تنطبق الجولة على هذه الفعالية
- وداعاً= لم يتأهل اللاعب للمشاركة في هذه المنافسة

مسابقات المضمار والطُرق
| اللاعب     | السباق        | الدورة التمهيدي | الدورة التمهيدي | النهائيات | النهائيات |
| اللاعب     | السباق        | النتيجة         | المركز          | النتيجة   | المركز    |
| ---------- | ------------- | --------------- | --------------- | --------- | --------- |
| لويزا غيغا | 300 متر سيدات | 9:23.85 SB      | 5 مـ            | 9:34.10   | 13        |

منافسات الميدان
| اللاعب        | السباق            | التأهيل | التأهيل | النهائيات | النهائيات |
| اللاعب        | السباق            | المسافة | المركز  | المسافة   | المركز    |
| ------------- | ----------------- | ------- | ------- | --------- | --------- |
| إزمير سمايلاي | القفز الطويل رجال | 7.86    | 17      | لم يتأهل  | لم يتأهل  |

## الجمباز

### الجمباز الفني
تلقت ألبانيا دعوة من اللجنة الثلاثية لإرسال لاعب جمباز إلى الأولمبياد، بمناسبة أول ظهور للدولة في هذه الرياضة. دخل ماتفي بيتروف في منافسات حصان الحلق للرجال وحلّ في المركز العاشر في جولة التأهيل وفشل في التأهل للنهائيات، لكنه أدرج كأول احتياطي.
| اللاعب      | السباق     | التأهيل | التأهيل | التأهيل | التأهيل | التأهيل | التأهيل | التأهيل | التأهيل | النهائي  | النهائي  | النهائي  | النهائي  | النهائي  | النهائي  | النهائي  | النهائي  |
| اللاعب      | السباق     | الجهاز  | الجهاز  | الجهاز  | الجهاز  | الجهاز  | الجهاز  | المجموع | المركز  | الجهاز   | الجهاز   | الجهاز   | الجهاز   | الجهاز   | الجهاز   | المجموع  | المركز   |
| اللاعب      | السباق     | F       | PH      | R       | V       | PB      | HB      | المجموع | المركز  | F        | PH       | R        | V        | PB       | HB       | المجموع  | المركز   |
| ----------- | ---------- | ------- | ------- | ------- | ------- | ------- | ------- | ------- | ------- | -------- | -------- | -------- | -------- | -------- | -------- | -------- | -------- |
| ماتفي بتروف | حصان الحلق | —       | 14.733  | —       | —       | —       | —       | 14.733  | 10      | لم يتأهل | لم يتأهل | لم يتأهل | لم يتأهل | لم يتأهل | لم يتأهل | لم يتأهل | لم يتأهل |

## الجودو
شاركت ألبانيا في منافسات الجودو بلاعبٍ واحد بعد أن منحت مشاركة كوتا من الاتحاد الدولي للجودو.
| اللاعب        | السباق       | دور 32                            | دور 16        | الدور ربع النهائي | الدور نصف النهائي | ملحق          | النهائي / BM  | النهائي / BM |
| اللاعب        | السباق       | الخصم النتيجة                     | الخصم النتيجة | الخصم النتيجة     | الخصم النتيجة     | الخصم النتيجة | الخصم النتيجة | المركز       |
| ------------- | ------------ | --------------------------------- | ------------- | ----------------- | ----------------- | ------------- | ------------- | ------------ |
| إندريت كولهاي | 66 كغم رجال] | Chinchila (كوستاريكا) · L 000–112 | لم يتأهل      | لم يتأهل          | لم يتأهل          | لم يتأهل      | لم يتأهل      | لم يتأهل     |

## الرماية
مثلت ألبانيا في منافسات الرماية في دورة الألعاب الأولمبية الصيفية 2020 الرامية مانويلا ديليلاي. تلقت ألبانيا دعوة من اللجنة الثلاثية لإرسال لاعبة رماية مسدس هوائي إلى الأولمبياد إذا كان تستوفي الحد الأدنى من درجات التأهيل بحلول 2021.
| اللاعب          | السباق                  | التأهيل | التأهيل | النهائي  | النهائي  |
| اللاعب          | السباق                  | النقاط  | المركز  | النقاط   | المركز   |
| --------------- | ----------------------- | ------- | ------- | -------- | -------- |
| مانويلا ديليلاي | مسدس هوائي 10 متر سيدات | 565     | 37      | لم تتأهل | لم تتأهل |
| مانويلا ديليلاي | مسدس 25 متر سيدات       | 556     | 44      | لم تتأهل | لم تتأهل |

## السباحة
مثّل ألبانيا في منافسات السباحة كل من كليدي كادي (سباح) ونيكول ميريزاي. تلقّت ألبانيا دعوة عالمية من الاتحاد الدولي للسباحة (FINA) لإرسال أفضل سباحين في الترتيب الوطنيللمنافسة في المباريات الفردية وفق نظام النقاط الذي اعتمده الاتحاد الدولي في يوليو 2021.
| الاعب         | السباق           | الجولة التمهيدية | الجولة التمهيدية | نصف النهائي | نصف النهائي | النهائي  | النهائي  |
| الاعب         | السباق           | الزمن            | المركز           | الزمن       | المركز      | الزمن    | المركز   |
| ------------- | ---------------- | ---------------- | ---------------- | ----------- | ----------- | -------- | -------- |
| كليدي كادي    | 100 متر حرة رجال | 51.65            | 52               | لم يتأهل    | لم يتأهل    | لم يتأهل | لم يتأهل |
| نيكول ميريزاي | 50 متر حرة سيدات | 26.21            | 42               | لم يتأهل    | لم يتأهل    | لم يتأهل | لم يتأهل |

## رفع الأثقال
مثّل الربّاعان بيركين كالاي وإركاند كيريماي ألبانيا في الألعاب الأولمبية 2020. وقد حصلت ألبانيا على مركزي التأهل حسب القائمة التي حددها الاتحاد الدولي في يونيو 2021.
| اللاعب          | المنافسة    | الخطف   | الخطف  | النتر   | النتر  | الإجمالي | المركز |
| اللاعب          | المنافسة    | النتيجة | المركز | النتيجة | المركز | الإجمالي | المركز |
| --------------- | ----------- | ------- | ------ | ------- | ------ | -------- | ------ |
| بريكين كالاي    | 73 كغم رجال | 151     | 7      | 190     | 4      | 341      | 4      |
| إيركاند كيريماي | 81 كغم رجال | 157     | 11     | 181     | 9      | 338      | 9      |